# Алаи
Алаи је тибетански писац. Рођен је 1959. године у једном малом селу округа Мерканг, који је некада припадао тибетанској области. Након завршетка Кинеског грађанског рата (1945—1949), Тибет је изгубио аутономију и сада тај крај припада западном Сечуану, тј. Кини.
Не заборављајући своју етничку припадност и своју изгубљену домовину, Алаи је 1980. године објавио причу о легендарном тибетанском мудрацу по имену Аку Тонпа. Тај мудрац је, како сам аутор каже, »оличење стремљења тибетанског народа и предања која се преносе с колена на колено«.

## Црвени макови
Као симбол изворне народне мудрости, Аку Тонпа је и десет година касније послужио писцу као инспирација и узор за главног јунака у роману Црвени макови. Радња романа се догађа тридесетих година 20. века. Ово је сага о породици Маићи, њеном моћном поглавици, старијем »паметном« сину одређеном за наследника и млађем сину »идиоту«. Под маском глупости, Алаи описује скривену мудрост овог атипичног јунака и тим се начином писања разликује од многих других писаца који величају очигледну оштроумност.
Живописним пределима, занимљивим ликовима и драмским набојем, уводећи читаоца у чудесан свет Тибета, ова књига одбацује опште прихваћене митове о пацифистичком друштву побожних становника овог дела света. Читањем овог романа стиче се утисак да је њихов живот у ствари пун окрутности, жестоких непријатељстава, крвне освете, борбе за власт, чулних уживања и страсних љубави.
Оно што су Маркесова дела за Колумбију или Фокнерова за амерички југ, то је ова Алаијева историјска прича за Тибет.
Дуги низ година издавачи су одбијали да штампају први Алаијев роман, вероватно због осетљиве политичке теме коју обрађује. Напокон, 1998. године, објављени су Црвени макови. Роман је добио врло похвалне критике поставши бестселер, а 2000. године је награђен најзначајнијом наградом која се у Кини додељује за књижевност, наградом Мао Дун.
Осим ове награде, Алаи је добио више награда за збирке приповедака.
Поред писања књига и романа, Алаи ради као уредник у најзначајнијем кинеском часопису за научну фантастику Свет научне фантастике.